# 586-й истребительный авиационный полк ПВО
586-й истребительный авиационный полк ПВО имени М. Расковой (586 иап) — женский истребительный авиационный полк в составе войск ПВО СССР во время Великой Отечественной войны.

## История наименований полка
За весь период своего существования полк несколько раз менял своё наименование:
- 586-й истребительный авиационный полк[1];
- 586-й истребительный авиационный полк ПВО[1];
- 586-й истребительный авиационный полк ПВО имени М. Расковой[1];
- Войсковая часть Полевая почта 15530[1].

## Боевой путь полка
Октябрь 1941 года — 10 апреля 1942 года. Полк был сформирован по приказу НКО СССР № 0099 от 08.10.41 «О сформировании женских авиационных полков ВВС Красной Армии». Руководила формированием Марина Раскова. К 9 декабря 1941 года двадцать пять пилотов, назначенных в 586-й иап, сдали все экзамены по новейшей материальной части на одноместном фронтовом истребителе Як-1. Лётчица Евгения Прохорова с декабря 1941-го по март 1942 года исполняла обязанности командира 586иап. По штатно-должностному списку командир 586иап Тамара Казаринова прибыла в полк только 23 февраля 1942 года.
23 февраля 1942 года — первое дежурство на обороне железнодорожного моста через Волгу в Саратове, патрулирование над важными военными объектами. Раскова М. М. привезла приказ о присвоении званий.
10 апреля — 14 мая 1942. Промежуточный аэродром Разбойщина (ныне п. Жасминка).
14 мая 1942 — февраль 1943. Приказом фронта полк остаётся на обороне Саратова, аэродром Анисовка, подчинение 144иад ПВО.
10 сентября 1942 восемь экипажей первой эскадрильи (Екатерина Буданова, Мария Кузнецова, Лидия Литвяк, Клавдия Блинова, Клавдия Нечаева, Антонина Лебедева, Ольга Шахова) под командованием Раисы Беляевой убыли под Сталинград.
24 сентября 1942 лейтенант Валерия Хомякова в ночном бою над Саратовом сбила немецкий бомбардировщик. Это была первая победа женского авиаполка и первый случай ночного воздушного боя лётчицы.
6 октября 1942 года при ночном вылете на боевое задание погибла заместитель командира эскадрильи старший лейтенант Валерия Хомякова. Посмертно награждена орденом Красного Знамени.
9 октября 1942 заместитель Народного комиссара обороны СССР генерал-лейтенант Громадин отстранил от должности командира полка Т. А. Казаринову.
3 декабря 1942 года при сопровождении самолёта Ли-2 погибла командир эскадрильи старший лейтенант Евгения Прохорова.
Временно исполняли обязанности командира 586иап Сергей Савенков, Виталий Беляков. Последние два с половиной года войны и после ВОВ (с 22.10.1942 по 18.06.1945) командиром полка был Александр Васильевич Гриднев. С ним полк и перебазировался в Воронеж.
Приказом командира 144-й истребительной авиационной дивизии № 036/н от 22 февраля 1943 года были награждены орденами Красной Звезды лётчики младшие лейтенанты Галина Бурдина, Валентина Гвоздикова, Валентина Лисицина, Ираида Олькова.
Февраль — сентябрь 1943. С аэродрома Придача (Воронеж) полк выполнял особо важные задания Ставки Верховного Главнокомандования. Произведено 934 самолёто-вылета, сбито семь «Юнкерс-88» и три «Фокке-Вульф-190». Полк обеспечивал безопасность переброски наземных войск Степного фронта.
- 19 марта 1943 года лётчики младшие лейтенанты Тамара Памятных и Раиса Сурначевская при отражении налёта вражеской авиации сбили 4 немецких бомбардировщика. Приказом Командующего Войсками ПВО Территории Страны № 04/н от 24 марта 1943 года отважные лётчицы награждены орденами Красного Знамени.
- 29 апреля 1943 года восточнее Курска командиром полка майором Гридневым был сбит бомбардировщик Ю-88, второй бомбардировщик был сбит в паре лётчиками младшими лейтенантами Ираидой Ольковой и Ольгой Яковлевой. Младший лейтенант Яковлева награждена орденом Красной Звезды[6]
- 14 июля 1943 года в воздушном бою юго-западнее Орла майор Гриднев сбил немецкий истребитель Ф-190 и в паре со младшим лейтенантом Валентиной Лисициной сбил бомбардировщик Ю-88. Истратив весь боезапас, майор Гриднев подвергся атаке двух немецких истребителей, но искусным маневрированием сумел уклониться, а два вражеских истребителя столкнулись в облаках.

Приказом командующего Западным Фронтом ПВО № 02/н от 2 августа 1943 года орденом Отечественной войны II степени награждена заместитель начальника штаба полка старший лейтенант Александра Макунина, орденом Красной Звезды: штурман эскадрильи старший лейтенант Мария Кузнецова, инженер полка капитан Вера Щербакова, командир эскадрильи старший лейтенант Ольга Ямщикова.
Сентябрь — ноябрь 1943. Эскадрильи полка вели боевую работу с аэродромов: Касторное, Солнцево, Щигры, Курск — Восточный. Лётчики участвовали в ожесточённых воздушных сражениях во время великой битвы на Курской дуге. Произведён 261 вылет, охраняемые объекты от налётов противника не пострадали.
7 сентября 1943 года в воздушном бою в районе Старый Оскол был подбит самолёт младшего лейтенанта Таисии Смирновой. При посадке на горящем самолёте лётчик получила ожоги и перелом левой ноги. Нога ампутирована. Награждена орденом Отечественной войны I степени
Ноябрь 1943 — апрель 1944. Базируясь на киевском аэродроме Жуляны, полк ведёт напряжённую работу по охране переправы через р. Днепр. Лётчики, сменяя друг друга в воздухе, не оставляют ни на секунду охраняемые объекты, ведут непрерывную работу по перехвату разведчиков противника, штурмуют наземные войска окружённых частей Корсунь-Шевченковской группировки врага. Произведено 279 вылетов, уничтожено шесть самолётов противника. В том числе:
- 9 февраля 1944 года в районе Корсунь-Шевченковский командир полка майор Гриднев и командир звена Галина Бурдина сбили по одному истребителю Ме-109 и в паре сбили транспортник Ю-52. Лётчики награждены орденами Красного Знамени[8].
- 9 апреля 1944 года юго-западнее Коростеня младшим лейтенантом Галиной Бурдиной сбит немецкий бомбардировщик Ю-88.
- 21 апреля 1944 года в районе Коростень-Житомир капитаном Николаем Дураковым сбит немецкий бомбардировщик Ю-88.

Апрель — сентябрь 1944. С аэродрома Скоморохи (Житомир) полк прикрывал движение воинских эшелонов на железнодорожных участках: Житомир — Фастов, Житомир — Коростень, Житомир — Новгород — Волынский, Житомир — Горбаши, Житомир — Бердичев-2. Произведено 611 вылетов, семь воздушных боёв днём и восемь — ночью. Сбито два «Юнкерс-88» и один «Хейнкель-177». В том числе:
- 11 мая 1944 года в районе Луцка командир полка подполковник Гриднев и лейтенант Раиса Сурначевская сбили бомбардировщик Хейнкель-177. Лейтенант Сурначевская награждена орденом Отечественной войны II степени[9]
- 5 июня 1944 года юго-западнее Винницы лейтенант Николай Королёв и лейтенант Клавдия Панкратова сбили в воздушном бою немецкий бомбардировщик Хенкель-111
- 11 июля 1944 года в районе Житомира лейтенант Николай Королёв и младший лейтенант Герман Цокаев сбили в паре бомбардировщик Юнкерс-88. Ответным огнём бомбардировщика самолёт лейтенанта Королёва был подбит, а сам лётчик погиб. Оба лётчика награждены орденами Отечественной войны II степени[10].

Сентябрь 1944 — февраль 1945. С аэродромов Котовск и Бельцы полк нёс охрану промышленных городов, железнодорожных узлов: Обходное, Слободка, Петелюхи, Гура-Каменка; мостов и переправ через р. Прут в районе Броништа и через р. Днестр в районе Каменка, Рыбница; шоссейных коммуникаций войск 2-го Украинского фронта.
Февраль — июль 1945. В боях за освобождение Венгрии с аэродромов Дебрецен и Цинкота (Будапешт) полк оборонял от авиации противника железнодорожные узлы: Дебрецен — Ньиредьхаза, Дебрецен — Орадеа Маре, Дебрецен — Валя-луй-Михай. Охранял военно-промышленные объекты Будапешта, переправу через р. Дунай на участках: Будапешт — Бер, Будапешт — Эстергом, Н.Замки, Будапешт — Кишбер, Будапешт — Шахты, Будапешт — Хатван.
20 июля 1945 демобилизован рядовой и сержантский состав полка (аэродром Цинкота, Будапешт). Офицерский состав перебазировался в Вену, затем (сентябрь 1945) — в Яссы, Румыния.
В ноябре 1945 демобилизовали и офицеров-женщин. Командир полка А. В. Гриднев переведён в Киев, в 39-й гвардейский истребительный авиаполк. С ним перешли многие мужчины-лётчики и технический состав переставшего существовать 586-го истребительного авиаполка.
Всего лётчики полка произвели 4419 боевых вылетов, провели 125 воздушных боёв, сбили 38 самолётов противника.
Нужно уточнить, что чисто женским полк перестал быть ещё в 1942-м.

## Командиры полка
- майор Казаринова Тамара Александровна[1], 09.12.1941 — 07.10.1942
- майор, подполковник Гриднев Александр Васильевич[1], 27.10.1942 — 15.07.1945

## Управление полка
Заместитель командира полка по политической части:
- капитан, майор Тихомирова Вера Ивановна (с 1943 г.)
- Парторг полка:
  -  старший лейтенант, капитан Касаткина Клавдия Ивановна

Заместитель командира полка — штурман полка:
- старший лейтенант, капитан Сеидмамедова, Зулейха Габиб кызы
- капитан Малахов Василий Михайлович
  - Помощник штурмана полка — начальник отделения наведения:
    -  старший техник-лейтенант, капитан Словохотова Нина Аркадьевна (с июня 1943 г.)

Помощник командира полка по воздушно-стрелковой службе:
- капитан Дураков Николай Константинович (окт. 1943 г. - июль 1944 г.)
- инженер-капитан Курапеев Лев Ильич (врио июль - октябрь 1944 г.)
- старший лейтенант Лисицина, Валентина Михайловна

Начальник химической службы:
- техник-лейтенант Словохотова Нина Аркадьевна (до июня 1943 г.)
- старший лейтенант Старыгин Николай Матвеевич (с декабря 1943 г.)

Начальник медицинской службы — старший врач полка:
- капитан медицинской службы Бенгус Рахиль Ароновна

## Штаб полка
- Начальник штаба полка:
  - майор Московенков Михаил Филиппович (до сентября 1943 г.)
  -  майор Подружко Степан Александрович (с сентября 1943 г.)
- Заместитель начальника штаба полка по оперативной и разведывательной части:
  -  старший лейтенант Макунина, Александра Александровна
- Заместитель начальника штаба полка - начальник связи полка:
  -  старший техник-лейтенант Кульвиц Анастасия Александровна
- Помощник начальника штаба полка по спецсвязи:
  -  старший техник-лейтенант Андреева Нина Николаевна

## Инженерная служба полка
- Заместитель командира полка по эксплуатации — старший инженер полка:
  -  инженер-капитан, инженер-майор Соколов Тимофей Алексеевич (с мая 1942 г.)
  -  гвардии инженер-капитан Моршнев Павел Иванович (с февраля 1944 г.)
- Заместитель старшего инженера полка — инженер по вооружению:
  -  инженер-капитан Морозов Анатолий Петрович (с декабря 1942 г.)
  -  инженер-капитан Курапеев Лев Ильич (с сентября 1943 г.)
- Инженер по электро- и спецоборудованию полка:
  -  инженер-капитан Щербакова Вера Степановна
- Начальник полковой авиаремонтной мастерской ПАРМ-1:
  -  техник-лейтенант Резниченко Павел Демидович
- Старший техник - заместитель командира 1-й эскадрильи по эксплуатации:
  -  инженер-капитан Поляков Александр Наумович
- Старший техник - заместитель командира эскадрильи по эксплуатации:
  -  старший техник-лейтенант Курдин Николай Степанович
  -  инженер-капитан Реуцкий Анатолий Тимофеевич
- Заместитель старшего техника эскадрильи по вооружению:
  -  капитан Конохов Михаил Осипович
  -  старший техник-лейтенант Лунев Фёдор Фёдорович
- Техник звена управления:
  -  младший техник-лейтенант Полунина Екатерина Кузьминична (с мая 1943 г.)

## Отличившиеся лётчики полка
| Фамилия, имя отчество                   | Воинское звание            | Должность                        | Награды | Совершенный подвиг |
| --------------------------------------- | -------------------------- | -------------------------------- | ------- | --- |
| Акимова, Александра Яковлевна           | Старший лейтенант ВВС СССР | Старший лётчик                   | [ 11 ]  | С июля 1943 года по август 1944 года произвела 95 вылетов на боевое задание из них: 6 боевых вылетов на сопровождение особо-важных Ли-2; 21 вылет на прикрытие передвижения войск; 2 вылета на штурмовку наземных войск противника окруженной группировки в районе Корсунь-Шевченковский, где подавила 3 точки малокалиберной зенитной артиллерии, подожгла 2 грузовых автомашины и уничтожила 3 повозки с грузом; 66 вылетов на прикрытие окружающих объектов. |
| Батракова, Мария Семеновна (1920—1945)  | Старший лейтенант ВВС СССР | Старший лётчик 1-й эскадрильи    | [ 11 ]  | С июля 1943 г. по август 1944 г. произвела 87 боевых вылетов, в том числе 3 вылета на штурмовку наземных войск противника и уничтожила 3 грузовика, 3 повозки, 2 точки малой зенитной артиллерии. |
| Беляева, Раиса Васильевна               | Старший лейтенант ВВС СССР | Командир эскадрильи              | [ 12 ]  | В составе 437-го иап 13.09.1942 в паре с серж. Л. В. Литвяк сбила в районе Сталинграда Ме-109. 27.09.1942 в составе пятёрки сбила над Сталинградом Ю-88. |
| Бурдина, Галина Павловна                | Старший лейтенант ВВС СССР | Командир звена                   | [ 13 ]  | 09.02.1944 в районе Корсунь-Шевченковского сбила Ме-109 и в паре с подполк. А. В. Гридневым Ju-52. В ночь на 10.04.1944 в районе Коростеня сбила Ju-88. Всего за время войны произвела 152 боевых вылетов. |
| Гвоздикова, Валентина Ивановна          | Младший лейтенант ВВС СССР | Лётчик 2-й эскадрильи            | [ 13 ]  | С апреля 1942 года по февраль 1943 года произвела 14 боевых вылетов. Всего за время войны произвела 128 боевых вылетов в составе 586, 1006 и 787 ИАП ПВО. |
| Гриднев, Александр Васильевич           | Подполковник ВВС СССР      | Командир полка                   |         | 14.07.1943 сбил FW-190 и в паре с мл. лейт. В. М. Лисициной сбил Ju-88. 09.02.1944 сбил Ме-109 и в паре с лейт. Г. П. Бурдиной сбил Ju-52. 11.05.1944 в паре с лейт. Р. Н. Сурначевской сбил He-177. Всего за время войны сбил 5 самолётов лично и 4 в составе группы. |
| Демченко, Анна Николаевна               | Старший лейтенант ВВС СССР | Заместитель командира эскадрильи | [ 15 ]  | К середине января 1944 г. произвела 191 боевой вылет и участвовала в 8 воздушных боях. 04.02.1944 при штурмовке вражеского аэродрома в районе Корсунь-Шевченковского подожгла Ju-52. |
| Дураков Николай Константинович          | Капитан ВВС СССР           | Пом. командира полка             |         | В составе полка сбил Ю-88. Всего в составе 234 ИАП, 586 ИАП и 39 ГИАП сбил 11 самолётов лично и 4 в паре |
| Коковихин, Алексей Фёдорович            | Старший лейтенант ВВС СССР | Командир эскадрильи              | [ 17 ]  | В составе 573 ИАП ПВО 12.03.1943 при отражении налёта авиации на ж.д. ст. Валуйки тараном сбил He-111. К октябрю 1944 г. выполнил 639 боевых вылетов. |
| Королев, Николай Николаевич             | Лейтенант ВВС СССР         | Старший лётчик                   |         | В составе 383 ИАП сбил 2 Ю-88. 5 июня 1944 г. в паре с лейт. К. Л. Панкратовой сбил в районе Жмеринки He-111. 11 июля 1944 г. в паре мл. лейт. Г. К. Цокаевым сбил Ю-188. Сбит ответным огнем противника. |
| Кузнецова (Жукотская), Мария Михайловна | Лейтенант ВВС СССР         | Старший лётчик                   |         | К концу августа 1944 года произвела 204 боевых вылета, в том числе 19 вылетов на штурмовку вражеских войск в районе Сталинграда и Корсунь-Шевченковского. Провела 11 воздушных боёв. |
| Кузнецова, Мария Сергеевна              | Старший лейтенант ВВС СССР | Командир эскадрильи              |         | К июлю 1944 года произвела более 200 боевых вылетов. |
| Лисицина, Валентина Михайловна          | Старший лейтенант ВВС СССР | Пом. командира полка             |         | 14.07.1943 в паре с подполк. А. В. Гридневым сбила Ju-88. Всего за время войны произвела 160 боевых вылетов. |
| Олькова (Смахтина) Ираида Ивановна      | Лейтенант ВВС СССР         | Командир звена                   | [ 13 ]  | 29.04.1943 в паре с мл. лейт. О. А. Яковлевой сбила в районе Воронежа Ju-88. Всего за время войны произвела 150 боевых вылетов. |
| Памятных, Тамара Устиновна              | Старший лейтенант ВВС СССР | Командир эскадрильи              |         | 19.03.1943 в паре с мл. лейт. Р. Н. Сурначевской в воздушном бою с 42 вражескими самолётами в районе ст. Касторная сбила два бомбардировщика, но и сама была сбита, спаслась на парашюте. К апрелю 1944 года произвела 191 боевой вылет и провела 3 воздушных боя. |
| Панкратова, Клавдия Лукьяновна          | Капитан ВВС СССР           | Командир звена                   |         | К апрелю 1944 г. произвела 139 боевых вылетов, в том числе 1 вылет на штурмовку вражеских войск в районе Корсунь-Шевченковского. 05.06.1944 в паре с лейт. Н. Н. Королевым сбила в районе Жмеринки He-111. |
| Пожидаева, Зоя Михайловна               | Лейтенант ВВС СССР         | Старший лётчик                   |         | К апрелю 1944 г. совершила 73 боевых вылета, в том числе 15 вылетов на сопровождение особо важных самолётов Ли-2. |
| Полянцева, Агния Алексеевна             | Лейтенант ВВС СССР         | Старший лётчик                   | [ 11 ]  | К концу августа 1944 г. произвела 46 боевых вылетов, из них 13 вылетов на сопровождение особо важных самолётов Ли-2. |
| Смирнова, Таисия Дмитриевна             | Младший лейтенант ВВС СССР | Лётчик 1-й эскадрильи            |         | Произвела 17 боевых вылетов, из них 4 вылета — на сопровождение особо важных самолётов Ли-2. В бою 07.09.1943 года с Ju-88 в районе Белгород — Старый Оскол была сбита, при вынужденной посадке получила ожоги, ушибы и сложный перелом левой ноги, из-за чего в госпитале ногу ампутировали выше коленного сустава. |
| Соломатина, Зинаида Фёдоровна           | Лейтенант ВВС СССР         | Лётчик 1-й эскадрильи            | [ 11 ]  | К концу августа 1944 г. произвела 73 боевых вылета, из них 8 вылетов на сопровождение особо важных самолётов Ли-2, участвовала в 2 воздушных боях. Всего за время войны совершила 96 боевых вылетов. |
| Сурначевская, Раиса Нефедовна           | Лейтенант ВВС СССР         | Летчик 1-й эскадрильи            | [ 11 ]  | 19.03.1943 в паре с лейт. Т. У. Памятных участвовала в воздушном бою с 42 вражескими самолётами в районе станции Касторная, сбила два бомбардировщика. 11.05.1944 в паре с подполк. А. В. Гридневым сбила He-177. К концу августа 1944 года произвела 104 боевых вылета, из них 13 вылетов на сопровождение особо важных самолётов Ли-2. |
| Хомякова, Валерия Дмитриевна            | Старший лейтенант          | Зам. командира эскадрильи        |         | 24.09.1942 в ночном бою сбила Ju-88. Погибла в ночь на 06.11.1942 во время боевого вылета. |
| Шахова (Дзюба), Ольга Ивановна          | Лейтенант ВВС СССР         | Старший лётчик 1-й эскадрильи    |         | К октябрю 1944 года произвела 144 боевых вылета, из них 27 вылетов на сопровождение особо важных самолётов Ли-2. В групповом бою сбила Ju-88. |
| Яковлева, Ольга Андреевна               | Младший лейтенант ВВС СССР | Старший лётчик                   |         | 29 апреля 1943 года в паре с лейт. И. И. Ольковой сбила в районе Воронежа Ju-88. 14.05.1943 в бою с Ju 88 получила сквозное огнестрельное ранение локтя левой руки. До ранения произвела 48 боевых вылетов на истребителе Як-1 и участвовала в 2 воздушных боях. |
| Ямщикова, Ольга Николаевна              | Старший лейтенант ВВС СССР | Командир эскадрильи              |         | К концу июля 1943 года произвела 15 боевых вылетов, из них 5 вылетов на сопровождение особо важных самолётов Ли-2. |

## Герои Советского Союза и Российской Федерации
- 05.05.1990 младшему лейтенанту Литвяк Лидии Владимировне было присвоено звание Герой Советского Союза (посмертно, медаль № 11616 была передана родственникам героини).
- 01.10.1993 старшему лейтенанту Будановой Екатерине Васильевне присвоено звание Герой России (посмертно).